# لين بارنوم
لين بارنوم (بالإنجليزية: Len Barnum) هو لاعب كرة قدم أمريكية أمريكي، ولد في 18 سبتمبر 1912 في باركرسبورغ في الولايات المتحدة، وتوفي في 24 نوفمبر 1988 في كولومبيا سيتي في الولايات المتحدة.

## وصلات خارجية
- لين بارنوم على موقع مرجع كرة القدم المحترفة.كوم (الإنجليزية)